# 恆宇金控
恆宇金融控股有限公司，簡稱：恆宇金控（英文：Space Financial Holdings Limited），為恆宇集團的間接全資附屬公司。公司於2020年成立，分別持有恆宇證券（持有香港證監會第一類牌照）和恆宇資產管理（持有香港證監會第四類及九牌照），可事證券交易、投資建議及資產管理業務，服務投資者客戶的同時，亦向企業客戶提供新股包銷、賬簿管理人及配售服務。

## 業務
- 證券交易
- 投資建議
- 資產管理
- 新股包銷
- 股份配售

## 相關企業
- 恆宇集團控股有限公司
- 恆宇證券有限公司
- 恆宇資產管理有限公司
- 恆宇創富（廣東）私募基金管理有限公司

## 獎項
- 《香港商報》等專業機構頒發的「專業綜合證券服務大獎」[2]
- 《電訊盈科媒體有限公司》頒發的「星級綜合證券服務品牌大獎」

## 相關網站
- 恆宇金控官方網站 （页面存档备份，存于）
- 恆宇金融控股有限公司 公司簡介 （页面存档备份，存于）